# الشركة العالمية القابضة
IHC أو الشركة العالمية القابضة، شركة استثمارية قابضة عالمية تأسست عام 1998 في مدينة أبو ظبي، الإمارات العربية المتحدة وهي شركة مدرجة تحت اسم IHC في سوق أبو ظبي للأوراق المالية. وينصب تركيز الشركة العالمية القابضة على الخدمات الاستثمارية والمستدامة بتطوير وإدارة العديد من الشركات التي تركز على الاستثمارات المتنوعة، والنظام البيئي للرعاية الصحية، وصناعة الغذاء، والعقارات، والبناء، والمرافق، وتكنولوجيا المعلومات، والاتصالات، والتسويق، والتجزئة والترفيه، وتأجير وسائل النقل، والاستعانة بمصادر خارجية للقوى العاملة. تعمل الشركة في أسواق الإمارات العربية المتحدة والشرق الأوسط وآسيا وأفريقيا وأوروبا والولايات المتحدة الأمريكية وتوظف أكثر من 6500 موظف حول العالم.
وقد كشفت البيانات المالية للشركة في مارس 2021 والمعلن عنها في سوق أبو ظبي للأوراق المالية عن تحقيق صافي ارباح بلغ 3 مليار درهم إماراتي (81 مليون دولار امريكي)  وزيادة في الأصول بقيمة 14 مليار درهم إماراتي (3.8 مليار مليون دولار امريكي)  مقارنة ب 4 مليار درهم إماراتي و (1.8 مليار مليون دولار امريكي) في 2019.

## تاريخ تأسيس الشركة
تأسست الشركة الدولية القابضة لزراعة الأسماك (Asmak) في مايو 1999 بعد طرح عام أولي في يناير من نفس العام، من خلال مساعي مجموعة الإمارات العربية المتحدة (UOG) وبدعم من حكومة أبوظبي برأس مال مدفوع 300 مليون درهم (82 مليون دولار أمريكي). وتوقع من الشركة بعد ذلك إنشاء منتجات أسماك وأسماك عالية الجودة والتفاعل معها وتسويقها بأسعار تنافسية في السوق المحلية، وترسيخ مكانتها كأكبر مصدر للمأكولات البحرية في المنطقة.
في عام 2008، قامت الشركة بتنويع عملياتها من خلال الاستحواذ على ثلاث قطع من الأراضي، بإجمالي 19,246 متر مربع. ثم اتخذت المجموعة خطوة أخرى في تطورها في عام 2011 واستحوذت على مجموعة أعمال الإنشاءات العامة أبو ظبي لاند (ADL) من خلال عملية مبادلة الأسهم، وفي نفس العام رفعت «أسماك» رأسمالها من 300 مليون درهم إلى 510 مليون درهم. بعد سبع سنوات (أوائل عام 2017)، أعادت شركة «أسماك» مكانتها كشركة قابضة للاستثمارات الاستراتيجية وتم تحويل اسمها من الشركة الدولية لتربية الأسماك (Asmak) إلى الشركة الدولية القابضة (IHC) للتفرع بعد ذلك في مجالات عدة.
وف نفس العام، وسعت الشركة أيضًا نشاطها الجديد في مجال أعلاف الحيوانات من خلال شراء مصنع إضافي في إسبانيا. في عام 2019، و نمت الشركة الدولية القابضة (IHC) أعمالها العديدة من خلال عمليات الاستحواذ الاستراتيجية وتنويع محفظتها، مع التركيز على زيادة الإيرادات والأرباح لتوليد قيمة أكبر للمساهمين.

## الشركات التابعة المدرجة
وصل إجمالي الشركات التابعة لها أكثر من 900 شركة تشمل : إدارة الأصول، والرعاية الصحية والعقارات والبناء، والخدمات المالية والطاقة والضيافة والتكنولوجيا والأغذية والاستدامة ومن أهمها:
1. "الفا ظبي القابضة" : شركة تعمل ضمن القطاع المالي المتنوع مع التركيز على الحيازات متعددة القطاعات، تعمل في 5 قطاعات رئيسية هي: الصناعات، الرعاية الصحية، الاستثمار، البناء، والضيافة. يقع مقرها في أبو ظبي ، الإمارات العربية المتحدة.
2. مجموعة "ملتيبلاي" : شركة قابضة تركز على التكنولوجيا مقرها أبوظبي ولها حضور عالمي عبر عدة مجالات، بما في ذلك الاتصال والإعلام، وخدمات المرافق، والمشاريع الاستثمارية، وخدمات اللياقة البدنية والصحة والجمال، والاقتصاد الرقمي. تحقق المحفظة المتنوعة للمجموعة توازنًا بين الشركات الثابتة التي تولد الدخل المتكرر والأعمال عالية النمو.
3. "الصير مارين" : شركة عالمية رائدة متخصصة في مجال الصناعات البحرية حيث تقدم مجموعة من الخدمات بما في ذلك الإدارة والتدريب، وبناء السفن، وبناء القوارب عالية التقنية، وتطوير الأنظمة البحرية غير المأهولة، والتصنيع.
4. "بالمز" الرياضية : تعمل على تعزيز الأنشطة الرياضية المتخصصة مع تركيز أكبر على رياضة الجوجيتسو والفنون القتالية.
5. "إيزي ليس" : شركة رائدة في توفير الحلول المتكاملة وحلول التوصيل ومفاهيم النقل في قطاعي الترفيه وأسلوب الحياة وتقدّم حلول التنقل المتخصصة بشكل أساسي في الدراجات النارية وخدمات الأسطول والابتكارات الإدارية في قطاع النقل وتأجير اليخوت والقوارب وفق نظام العضوية.
6. شركة كيو القابضة  : تم الإعلان عن انطلاق أعمال شركة «كيو القابضة» في مارس 2022 ، ومقرها أبوظبي، كواحدة من الشركات الاستثمارية العالمية، ضمن رؤية استراتيجية تستهدف تمكين الأعمال عبر تكريس النمو الناجح والمستدام للشركات العاملة تحت مظلتها، وبما يمكنها من بناء شبكات أعمالها محلياً، وإقليمياً، وعالمياً، وفقاً لأسس من الابتكار.
7. غذاء القابضة :  هي الذراع المختص بمجال الأغذية والتوزيع في الشركة العالمية القابضة (IHC) في أبوظبي. تتخصص الشركة في تجارة المنتجات الغذائية وغير الغذائية، بما في ذلك الاستيراد وإعادة التغليف والتخزين وتوزيع المنتجات الغذائية المعلبة الجافة والمبردة والمجمدة والمعالجة والطازجة، الأدوات المنزلية والقرطاسية والمستهلكات ومستحضرات التجميل والمواد الكيميائية وغيرها من خدمات حقول النفط والغاز البرية والبحرية
8. مجموعة إيه إس جي ستاليونز الإمارات ش.م.خ : شركة مملوكة متخصصة بخدمات الاستثمار والهندسة والبناء، و تضم 15 شركات تابعة تعمل في 7 قطاعات مختلفة، وتقدم خدماتها ومنتجاتها في أكثر من 20 دولة بالشرق الأوسط وأفريقيا وآسيا وأوروبا والأمريكتين. تعمل المجموعة في مجالات الاستثمار والإنشاءات والعقارات، وتدير محفظة متنوعة تقدم الحلول الشاملة لأقسامها، وهي: التطوير، والاستشارات، والتصميم، وإدارة المشاريع، والإنشاءات، وهندسة تنسيق الحدائق والمساحات الخارجية، وإدارة الضيافة وكل ما يرتبط بها من خدمات

## طفرة السهم ووسائل الإعلام
في مايو 2020، تساءلت الصحيفة الهندية الإلكترونية للأخبار المالية الاقتصادية "The Economic Times" عن اسباب الارتفاع المفاجئ في قيمة أسهم الشركة الدولية القابضة (IHC) بنسبة 2,574 في المائة خلال فترة 12 شهرًا على الرغم من أحجام التداول المحدودة، حيث أن الارتفاع الحاد في أسهمها حدث في وقت كانت الأسهم العالمية تعاني من انهيار السوق الناجم عن وباء فيروس كورونا، وانهيار أسعار النفط الذي هز أسواق الشرق الأوسط. في وقت ووصفت صحيفة «"كلكاليست»الإسرائيلية القفزة في سعر سهم الشركة بـ «الغامض». وفي بيان للبورصة بتاريخ 15 أبريل 2020، قالت الشركة الدولية القابضة (IHC) إن تغيير السعر يرجع إلى زيادة الطلب (العرض) ونقص الطلبات (الطلب) في السوق وأكدت مجددًا التزامها بالإفصاح عن «جميع الأحداث التي قد تؤثر على سعر السهم، والالتزام بجميع ضوابط الحوكمة والشفافية».
وفي أبريل 2021، كتبة شركة بلومبيرج، الشركة المالية وشركة البرمجيات والبيانات والإعلام المملوكة للقطاع الخاص ومقرها في مدينة نيويورك، عن قفزة بنسبة 70٪ في أسهم العالمية القابضة للخدمات خلال ثلاثة أسابيع ونقلت عن الرئيس التنفيذي للشركة قوله خلال مقابلة اجرتها معها «لا يمكنني قول الكثير» عن السبب الحقيقي وراء هذه الزيادة. 